# Københavns Kreditbank
Københavns Kreditbank A/S var en dansk bank, der i 1955 blev overtaget af Alex Brask Thomsen og en af hans barndomsvenner. Banken var kendt for at tilbyde Danmarks højeste rente; 7%. 
Allerede året efter etableringen solgte Thomsen banken til Poul Glindemann, og 13. december 1957 lukker banken, da aktiekapitalen og bankens reserver er gået tabt. Banken har store engagementer med Hovedstadens Ejendomsselskab, der også går ned som følge af krakket. Banken træder 23. december i likvidation. Dens samlede tab bliver opgjort til 4,4 mio. kr.
Kunderne var særligt erhvervskunder.